# Landhaus Michaelsen

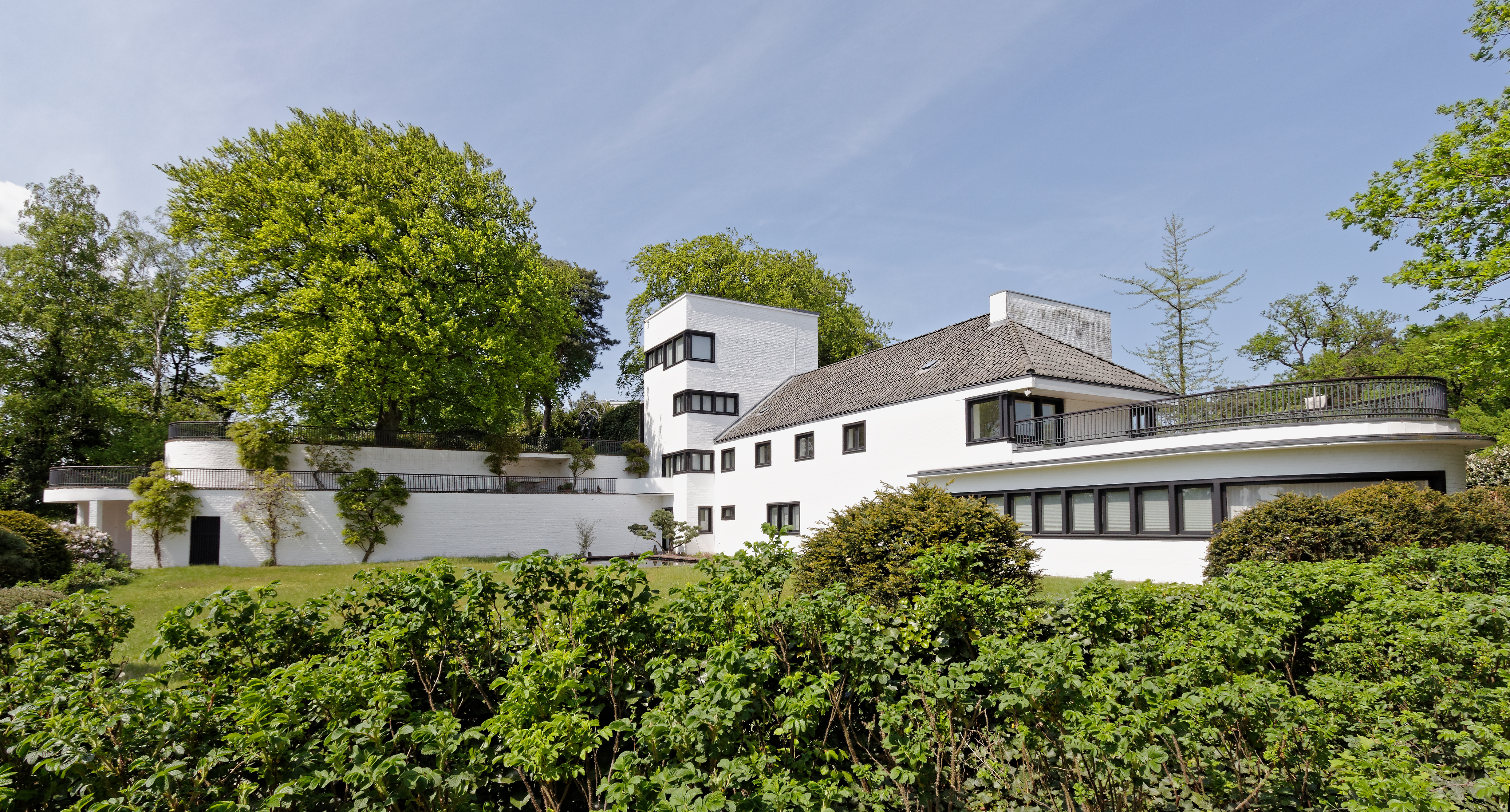
Ansicht von der Elbseite

Das Landhaus Michaelsen ist eine repräsentative Villa am Grotiusweg 79 im Hamburger Stadtteil Blankenese unmittelbar zwischen dem hohen Elbufer und dem Sven-Simon-Park an der Grenze zum Stadtteil Rissen. Das Haus wurde 1922/23 nach Entwürfen des Architekten Karl Schneider gebaut und steht zusammen mit den Mauern der Gartenanlage seit 1986 unter Denkmalschutz. Das Gebäude wird seit Mitte der 1980er Jahre als Puppenmuseum Falkenstein genutzt.

## Architektur
Das Gebäude ist ein frühes Beispiel für die rationalistische Moderne, es gilt als ein Pionierbauwerk des Neuen Bauens und Bau von internationalem Rang. Bereits kurz nach Ende der Bauphase fand das Haus breite Beachtung in der Literatur zur zeitgenössischen Architektur.
Die großzügige, weit ausgreifende L-förmige Anlage ist eine Zusammensetzung aus Haus-, Turm- und Terrassenbaukörpern mit wechselnden Beziehungen zwischen Innen- und Außenraum. Der viergeschossige Turm verbindet das Hauptgebäude mit den Stützmauern einer terrassierten Böschung, Haupthaus und Terrassen enden spiegelbildlich in gerundeten Vorbauten. Durch die Kombination aus Walm- und Flachdächern sowie geraden und runden Wänden erhält das Gebäude einen Teil seines eigenwilligen Charakters. Vor allem das gebogene Panoramafenster im Ostflügel galt zum Entstehungszeitpunkt als Sensation. Die Fassade ist vollständig weiß geschlämmt und zeigt bis auf kontrastierende dunkle Fensterrahmen keine weitere Ornamentik. Um die besondere Lage am Elbufer zu erreichen und das Gebäude harmonisch in die Umgebung einzufügen, musste das Gelände großräumig umgestaltet werden.
Die Innenräume sind weniger auf repräsentative Nutzung ausgelegt, sondern für ein Gebäude dieser Ausdehnung recht niedrig und klein, so dass sie einen eher familiären Eindruck vermitteln.
Das Gebäude wurde 1925 durch einen Nordflügel ergänzt, der nicht von Schneider stammt.

## Geschichte
Der Bau erfolgte im Auftrag des Ehepaars Hermann und Elise „Ite“ Michaelsen, die es als Wohnhaus nutzten. Elise Michaelsen war auch als Bildhauerin tätig und versuchte das Haus als Begegnungsstätte für Künstler zu entwickeln. Allerdings wurde das Haus von den Michaelsens nur vier Jahre bewohnt und danach vermietet. Neue Bewohner waren der Maler Fritz Kronenberg mit seiner Frau Erika Strauss, Tochter des Industriellen Ottmar Edwin Strauss, die das Gebäude in einen Künstlertreff verwandelten.
1949 kaufte Axel Springer das Anwesen mit einem 2,8 ha großen Grundstück. Andere Quellen geben einen geschlossenen Kaufvertrag zwischen Ite Michaelsen und Axel Cäsar Springer vom 17. März 1955 an. Springer wohnte bis in die 1960er-Jahre in dem Haus, begann aber bald damit, den ursprünglichen Zustand zu verändern. Schon 1957 ließ er ein zum Ensemble gehörendes ehemaliges Stallgebäude abreißen, 1970 erhielt er eine Abbruchgenehmigung für den vollständigen Bau, die er allerdings nicht nutzte, 1973 beantragte er den Abriss des Daches, der allerdings auch nicht umgesetzt wurde. In den Folgejahren verfiel das Haus, da es von Springer nicht mehr bewohnt oder anderweitig genutzt wurde. 1980 schenkte Springer das Gebäude zusammen mit dem Sven-Simon-Park der Stadt Hamburg, im Gegenzug erhielt er über 10 Jahre jährliche Spendenbescheinigungen über 560.000 DM. Das Gebäude befand sich in einem ruinierten Zustand, als die Galeristin Elke Dröscher  der Stadt Hamburg das Angebot machte, die Kosten für Restaurierung und Unterhalt zu übernehmen, da sie daran interessiert war, das Gebäude zu nutzen. Elke Dröscher bekam die Nutzungsgenehmigung für 75 Jahre und ließ das Haus von 1985 bis 1986 durch das Architekturbüro Gerkan, Marg und Partner wieder aufbauen.
An Renovierung und Instandhaltung beteiligte sich 2011 auch die Hermann Reemtsma Stiftung.

## Heutige Nutzung des Gebäudes
Wie geplant, eröffnete Elke Dröscher im Gebäude das Puppenmuseum Falkenstein, ein Museum für historische Puppen, das sie dort seit 1986 bis heute betreibt.

## Fotografien und Karte
Koordinaten: 53° 33′ 57,7″ N, 9° 45′ 50,5″ O

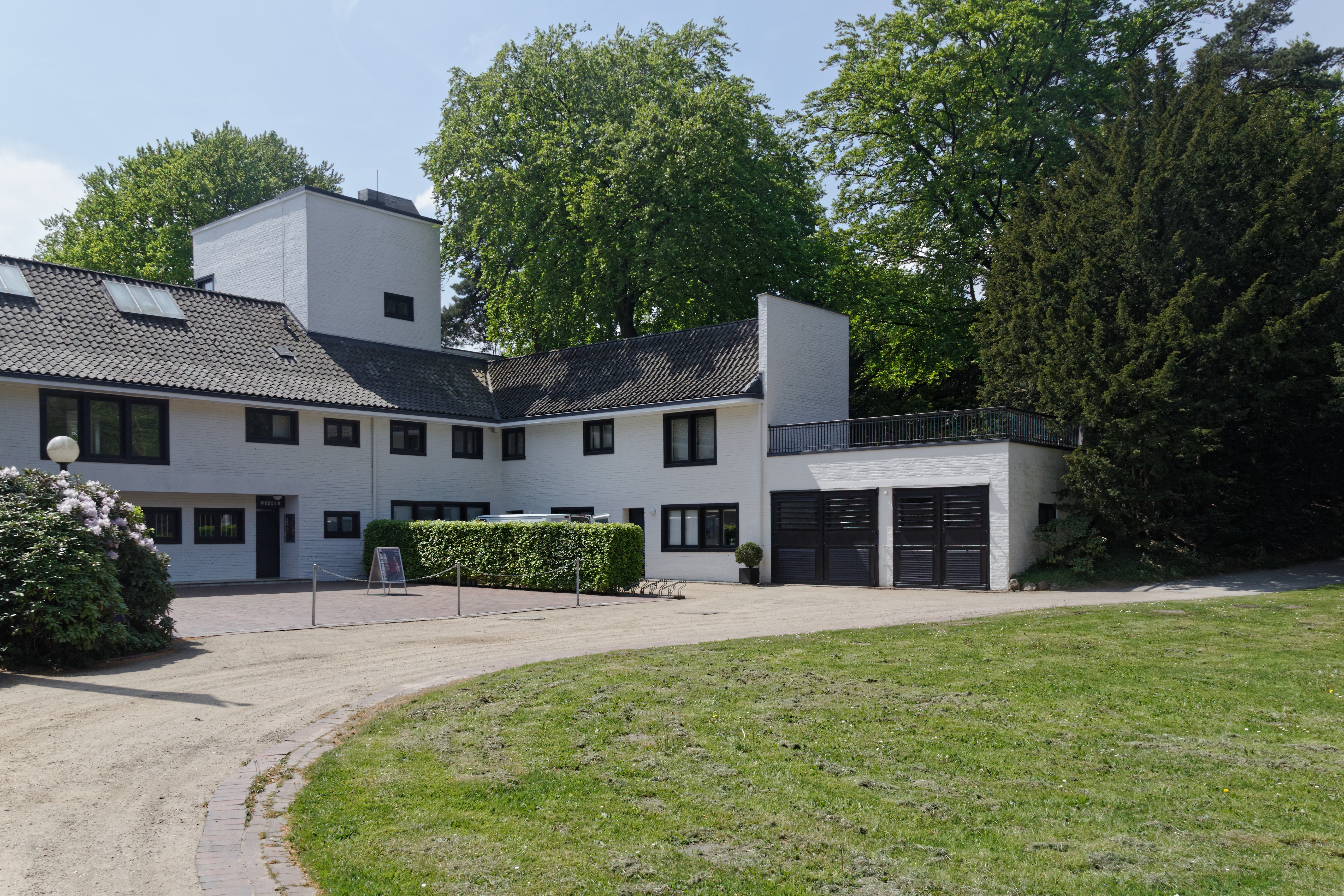
Nordseite
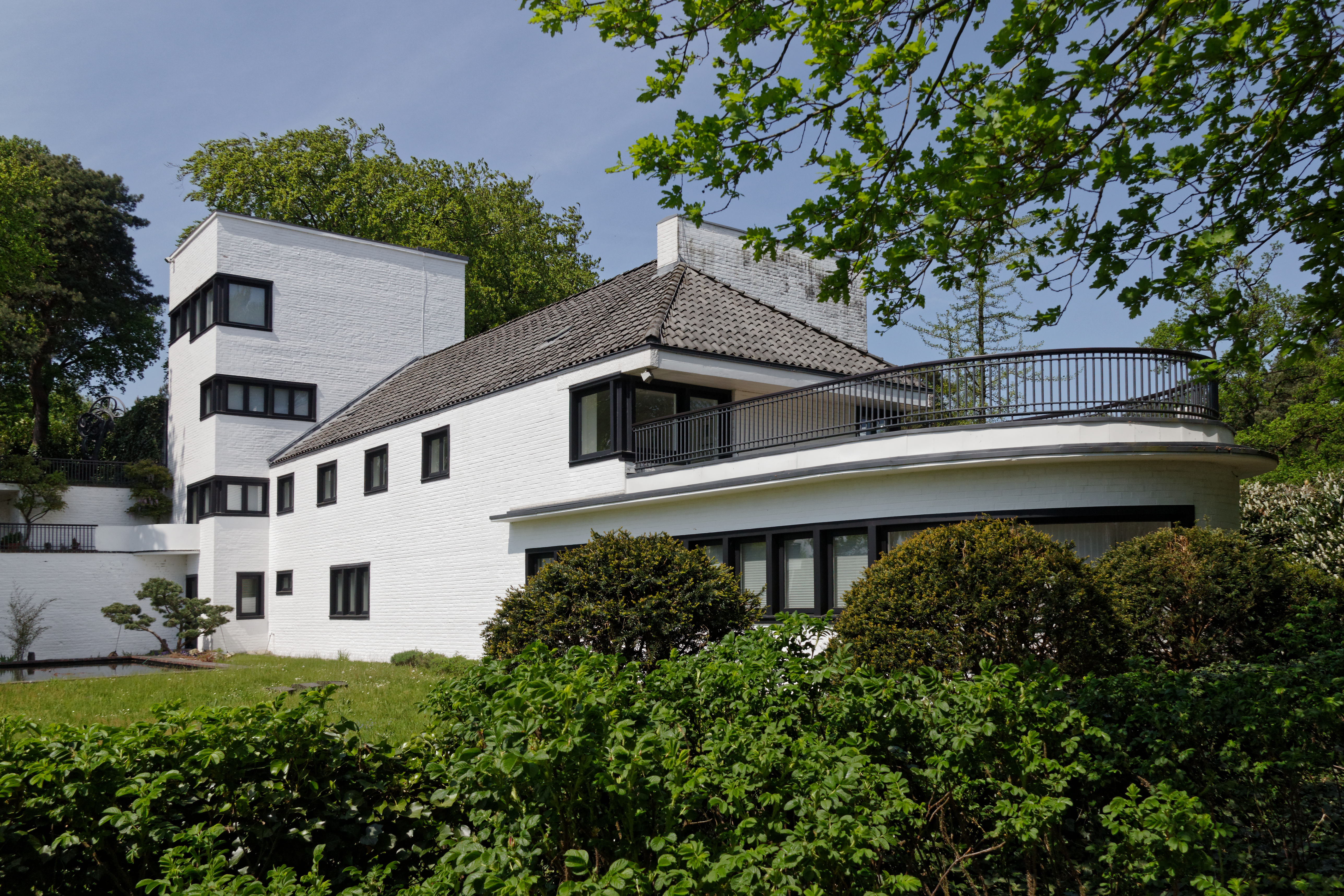
Ostseite mit Panoramafenster
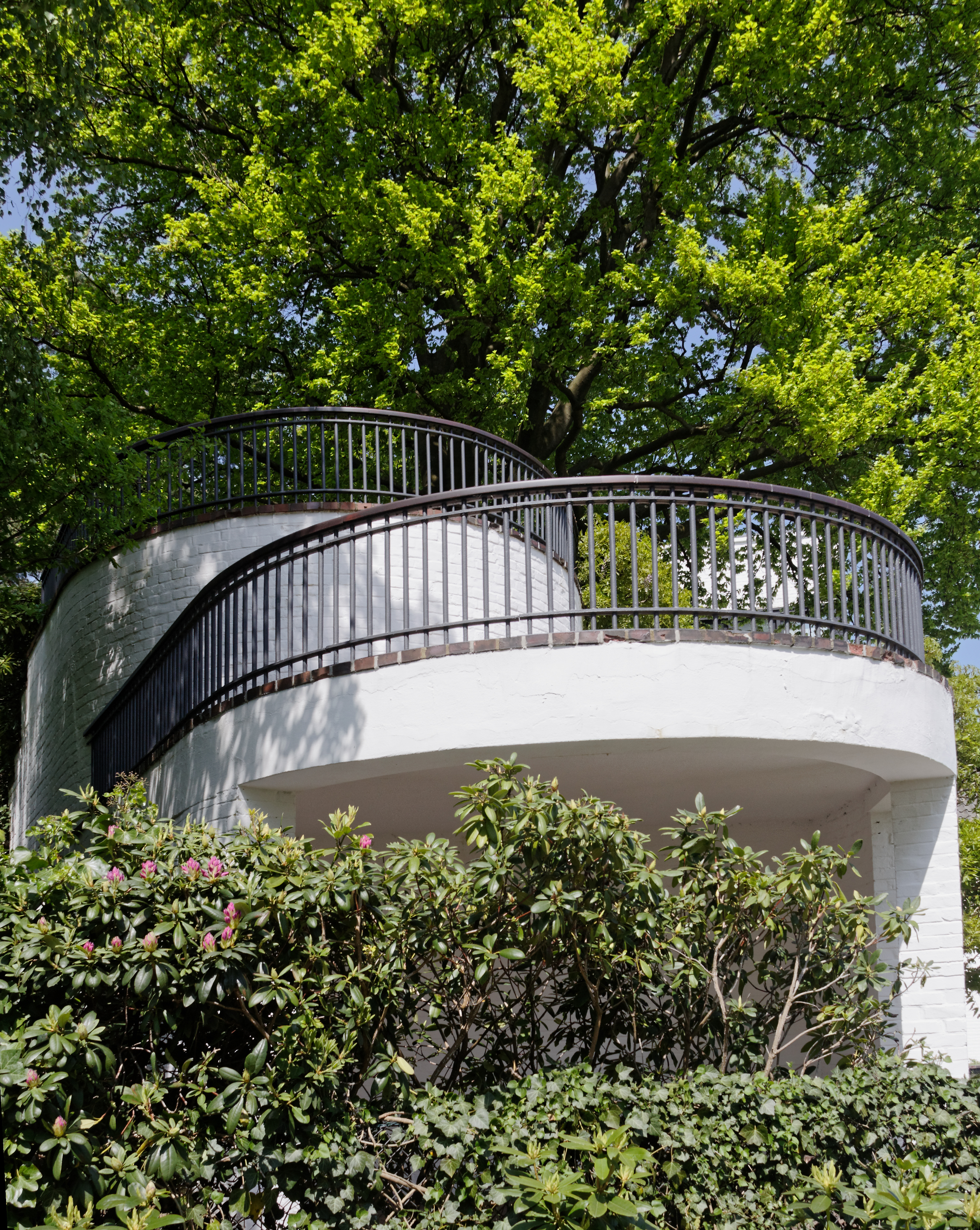
Abschluss der Terrassen
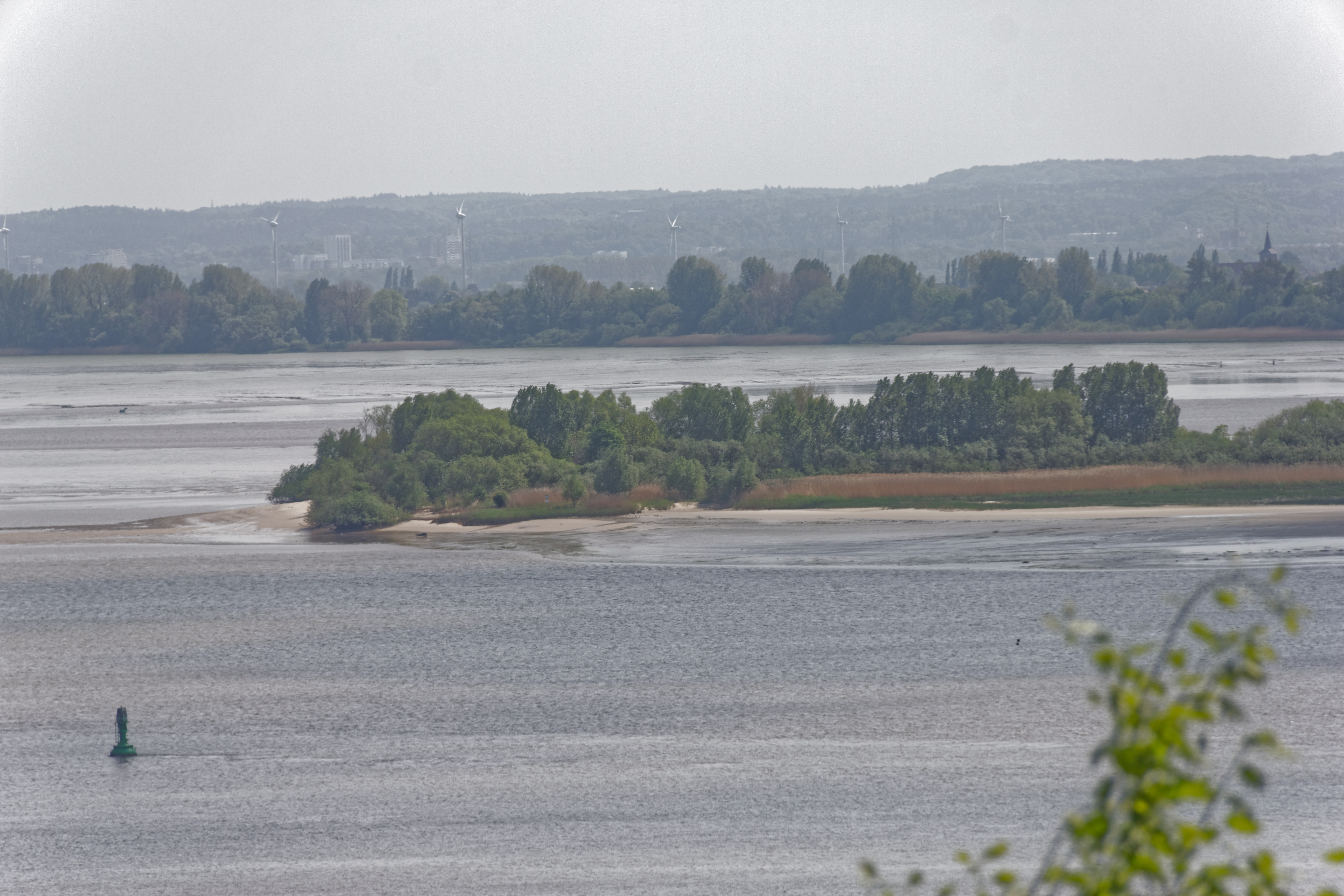
Aussicht über die Elbe